# مسجد كريم الدين الخلوتي
جامع كريم الدين الخلوتى يقع مسجد كريم الدين الخلوتى عند نهاية شارع البرمونى عند تقاطعه بشارع بورسعيد (الخليج المصري سابقا) عند قنطرة سنقر (محطة ترام سنقر الآن). ومن الثابت أن مساحة المسجد الحالية هي نفس المساحة التي أنشأ عليها كوز البغا مسجده، وأن يد التجديد والتعمير قد توالت عليه عبر العصور نظرا لأهمية الشيخ كريم الدين عند أولى الأمر من باشوات وأمراء وشيوخ الخلوتية

## وصفه
أن الجزء الوحيد الذي يرجع إلى عهد كوز البغا هو الجزء الأسفل من المئذنة حتى الدورة الأولى وقد نقش عليها النص التالى: (بسم الله الرحمن الرحيم يا أيها الذين أمنوا اذكروا الله ذكرا كثيرا، وسبحوه بكرة وأصيلا، هو الذي يصلى عليكم وملائكته ليخرجكم من الظلمات إلى النور وكان بالمؤمنين رحيما، تحيتهم يوم يلقونه سلام وأعد لهم أجرا كريما).
وكان المسجد يتكون من صحن مكشوف مربع الشكل تقريبا وتحيط به الأروقة من ثلاث جهات، الجهة الشرقية وتحتوى على صفين من البوائك تقسمها إلى ثلاثة أروقة، وتتكون كل بائكة من أربعة عقود مدببة ترتكز على ثلاثة عمد رخامية، ويوجد بحائط القبلة محرابان، الرئيسى ويقع على يمين المنبر، ويتكون من قطعة واحدة من حجر البازلت الأسود تعلوه مجموعة من بلاطات القاشانى التركي، لعل أهمها بلاطة تحتوى على شكل ضريح تحيط به مجموعة من أشجار السرو، ويسمى الأتراك مثل هذه المناظر باسم (مرازلك)، ويحيط بالمسجد من الجانبين الشمالي والجنوبي رواق واحد، أما الجهة الغربية فلا يوجد بها أروقة بل يوجد بها باب يوصل إلى القبة وحجرة إلى الغرب منها. وباب ثان يوصل إلى المئذنة، التي ترجع قاعدتها ودورتها الأولى إلى المنشئ الأول للجامع وهو (كوز البغا). أما الجزء العلوى الذي يشبه (القلم الرصاص) أو المسلة فيرجع إلى العصر العثماني، وتتكون القبة من أربعة عقود تعلوها قبة بها مدفن كوز البغا، أما الحجرة التي تقع إلى الغرب منها فتحتوى على مقبرة الشيخ كريم الدين الخلوتى وغيره من شيوخ الخلوتية الذين أشار إليهم النابلسى سابقا.